# Пайл, Говард
Говард Пайл (англ. Howard Pyle; 5 марта 1853 — 9 ноября 1911) — американский художник-иллюстратор и писатель (главным образом, детский). Уроженец Уилмингтона (Делавэр, США), последний год своей жизни он провел во Флоренции (Италия).

## Биография
Пайл родился в 1853 году в квакерской семье. Его отец был производителем кож. Мать поощряла его интерес к чтению, сочинительству и живописи — в течение трех лет Пайл брал уроки живописи у бельгийского художника Ван дер Вейлена (Van der Weilen), а с 19 лет начал давать подобные частные уроки уже сам.

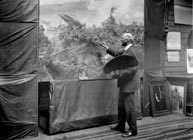
Говард Пайл за работой

В 1876 году Пайл опубликовал свою первую проиллюстрированную поэму в журнале «Scribner’s Monthly». В течение следующих тридцати пяти лет Пайл создал бесчисленное множество иллюстраций для исторических и приключенческих романов (например, «Жанна д’Арк» Марка Твена) и детских книг, а также для ведущих изданий того времени: «Harper's Weekly», «Harper’s Monthly», детского журнала «St. Nicholas Magazine» и других.
Кроме того, Пайл сам написал несколько книг (действие которых часто разворачивается в средневековой Европе) и проиллюстрировал их:
- «Славные приключения Робин Гуда» (1883);
- сборник сказок «Чудесные часы» (1887) (сборник из двадцати четырёх сказок, написанных по мотивам народных европейских сказок, по одной для каждого часа суток; каждой сказке предшествует причудливое стихотворение, повествующее о традиционных домашних занятиях, типичных для данного часа дня, и проиллюстрированное сестрой Пайла Катариной);
- сборник сказок «Перец и соль» (1887);
- роман «Отто — Серебряная рука» — история жизни сына «барона-разбойника» во времена Темных веков (1888);
- роман «Железный человек» (1892) (был экранизирован в 1954 году под названием «Черный щит Фэлуорта»);
- «Книга Говарда Пайла о пиратах» (1903);
- «Король Артур и рыцари Круглого стола» (1903);
- «Рыцари Круглого стола» (1905);
- «Сэр Ланселот и его рыцари» (1907);
- «Грааль и смерть Артура» (1910).

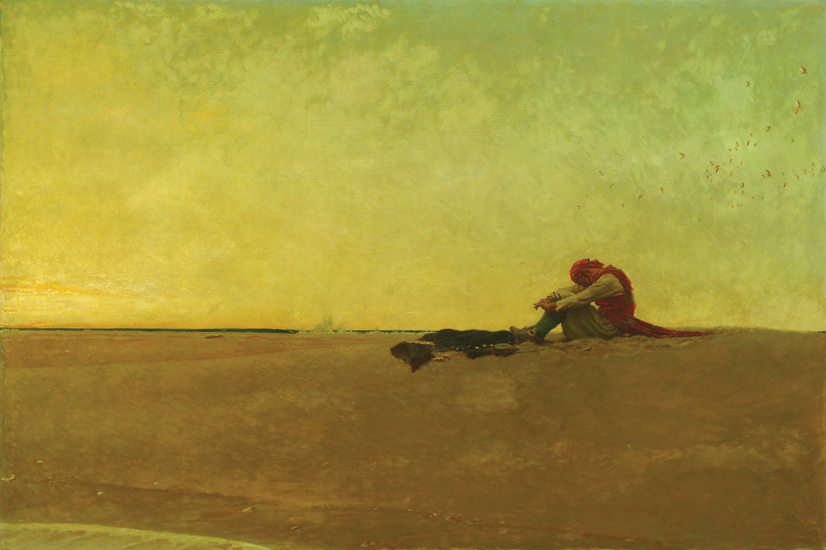
Иллюстрация Говарда Пайла «Пират, высаженный на необитаемый остров»

Книги Пайла переиздаются до сих пор, в том числе, и в России.
В 1884 году Пайл начал преподавать книжную графику в Дрексельском Институте Искусств, Науки и Индустрии (теперь Дрексельский Университет), а после 1900 года основал собственную школу искусств и иллюстрации, которая получила название «Школа искусства книжной графики Говарда Пайла». Пайл также способствовал созданию брэндивайнской колонии художников (по названию ручья Брэндивайн, Делавэр), к которой принадлежали такие художники-иллюстраторы, ученики Пайла, как Олив Раш, Н. К. Уаит, Вайолет Окли, Фрэнк Шуновер, Элеонора Эбботт, Эллен Бернард Томпсон Пайл и Джесси Уиллкокс Смит.
Пайл также создавал фрески для общественных зданий (например, «Сражение у Нэшвилля» для церкви Св. Павла в Миннесотте (1906) и в 1910 году отправился в Италию, чтобы ближе познакомиться с творчеством мастеров настенной живописи эпохи Ренессанса.
Спустя год он умер во Флоренции от острого пиелонефрита.

## «Славные приключения Робина Гуда»

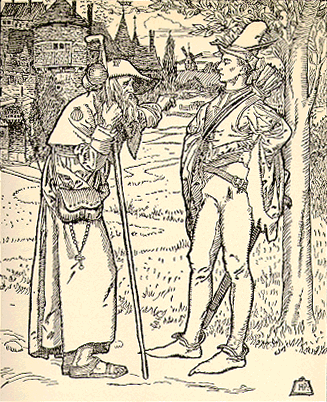
Иллюстрация Говарда Пайла «Старик-пилигрим сообщает юному Дэвиду из Донкастера новости об Уилле Статли».

«Славные приключения Робина Гуда» Пайла — это компиляция множества легенд и баллад о Робине Гуде, переработанных Пайлом и адаптированных им для детей. Например, баллада «Путешествие Робина Гуда в Ноттингем» претерпела следующие изменения: если в оригинальном варианте баллады Робин Гуд убивает четырнадцать охотников, проигравших ему спор и отказавшихся платить, то в версии Пайла охотники заменяются на разбойников, угрожающих Робину, да и то Робин убивает лишь одного из них — того, кто выстрелил в него первым. Также были изменены истории, в которых Робин полностью обирает путешественников, такие как «Робин Гуд и епископ Херефорда» — Робин Гуд Пайла оставляет своим жертвам треть имущества, а другую треть делит между бедняками.
Историческая достоверность не слишком занимала Пайла, хотя в балладе «Робин Гуд и королева Екатерина» он изменил имя королевы на «Элеонора», поскольку исторически это больше сочеталось с королём Ричардом Львиное Сердце, с которым Робин, согласно сюжету, заключил перемирие.
Ни одна из сказок в книге Пайла не была придумана им самим. Однако, он связал традиционные легенды и баллады воедино, создав одну общую историю. Например, сказка «Робин Гуд и отчаянный монах» не была отдельным произведением, но в ней описывалось возвращение брата Тука, а священник был необходим Пайлу, чтобы обвенчать Алана-а-Дейла с его возлюбленной Эллен. В традиционной «Малой песне о Робине Гуде» рыцарь спасает жизнь безымянного борца, который честно выиграл поединок, но, увы, был чужаком; по мнению Робина этот благородный поступок оправдывает опоздание рыцаря, поскольку каждый, кто помогает доброму йомену, тем самым, становится другом самого Робина. В книге же Пайла, в сказке «Робин Гуд и золотая стрела», безымянный борец становится Дэвидом из Донкастера, разбойником из шайки Робина. Также, некоторые персонажи, о которых упоминалось только в одной балладе, такие как вышеназванный Дэвид из Донкастера или Добродушный Артур, были более полно развиты в трактовке Пайла.

## Современники о Пайле
Пайл пользовался всеобщим уважением на протяжении всей своей жизни и продолжает высоко цениться художниками до сих пор. Его современник, Винсент ван Гог, в письме своему брату писал, что работы Пайла «… поразили меня, я онемел от восхищения».

## Галерея

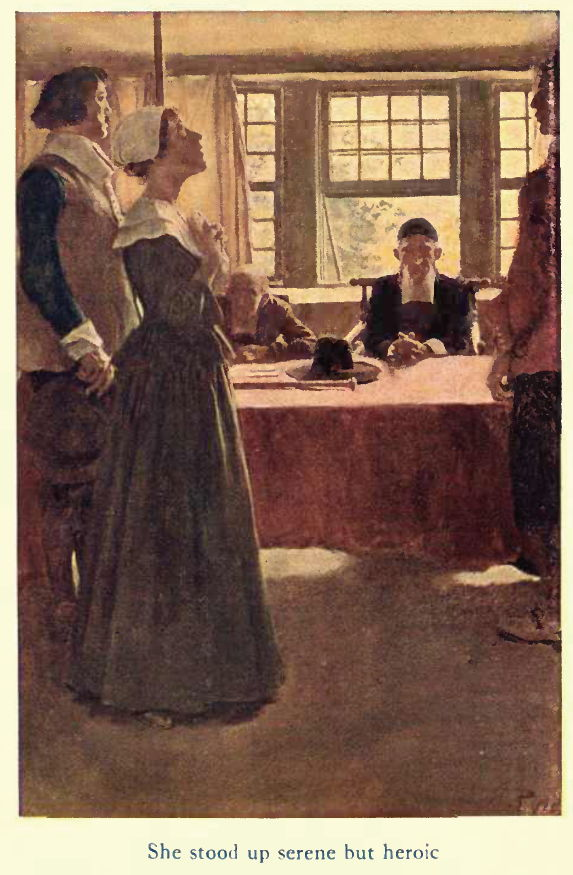
Дульсибел Бартон
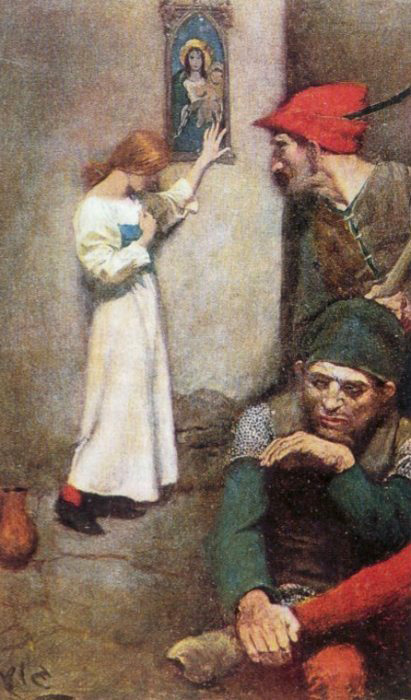
Жанна д’Арк в тюрьме
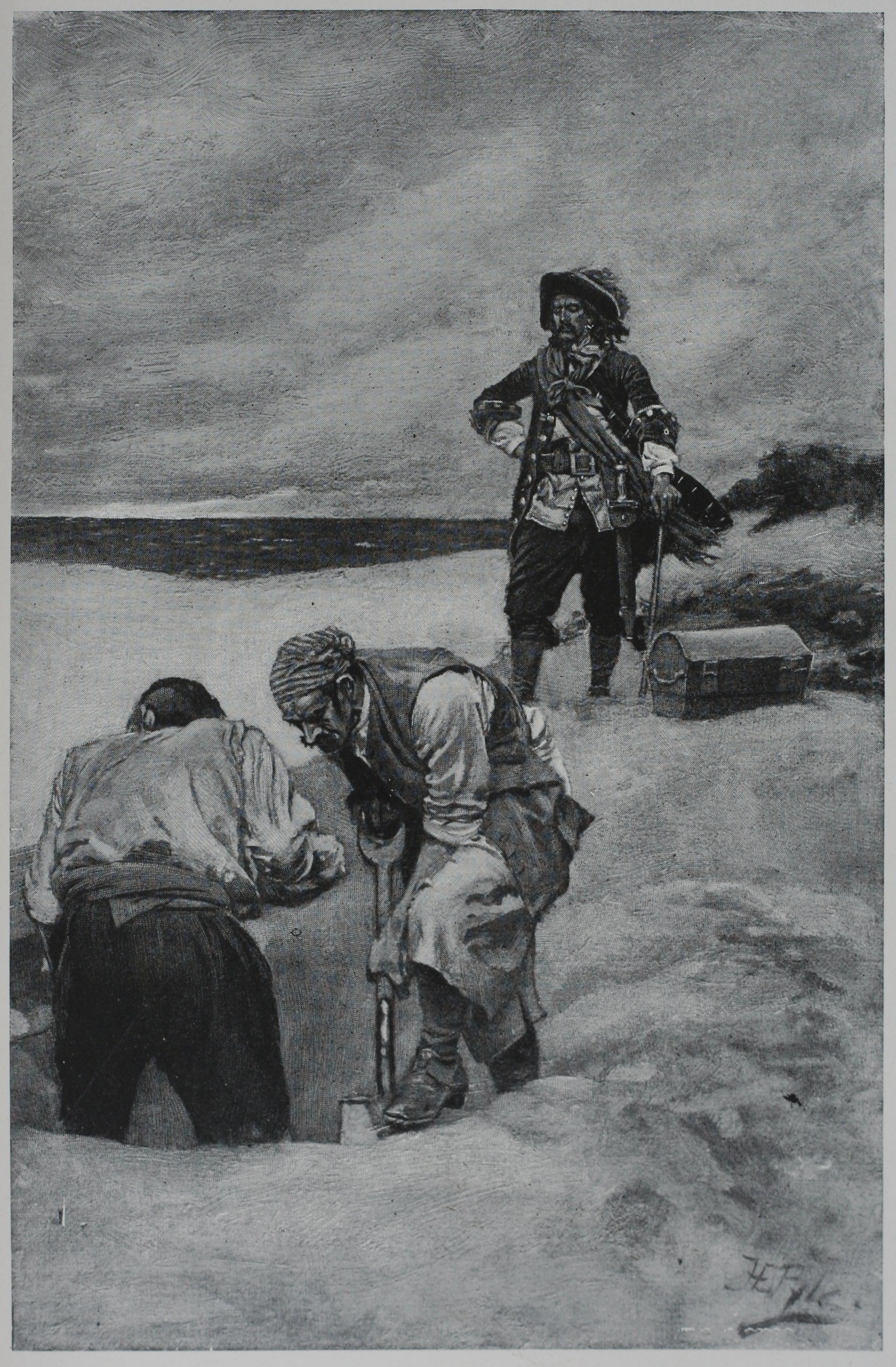
Пираты, зарывающие сокровища
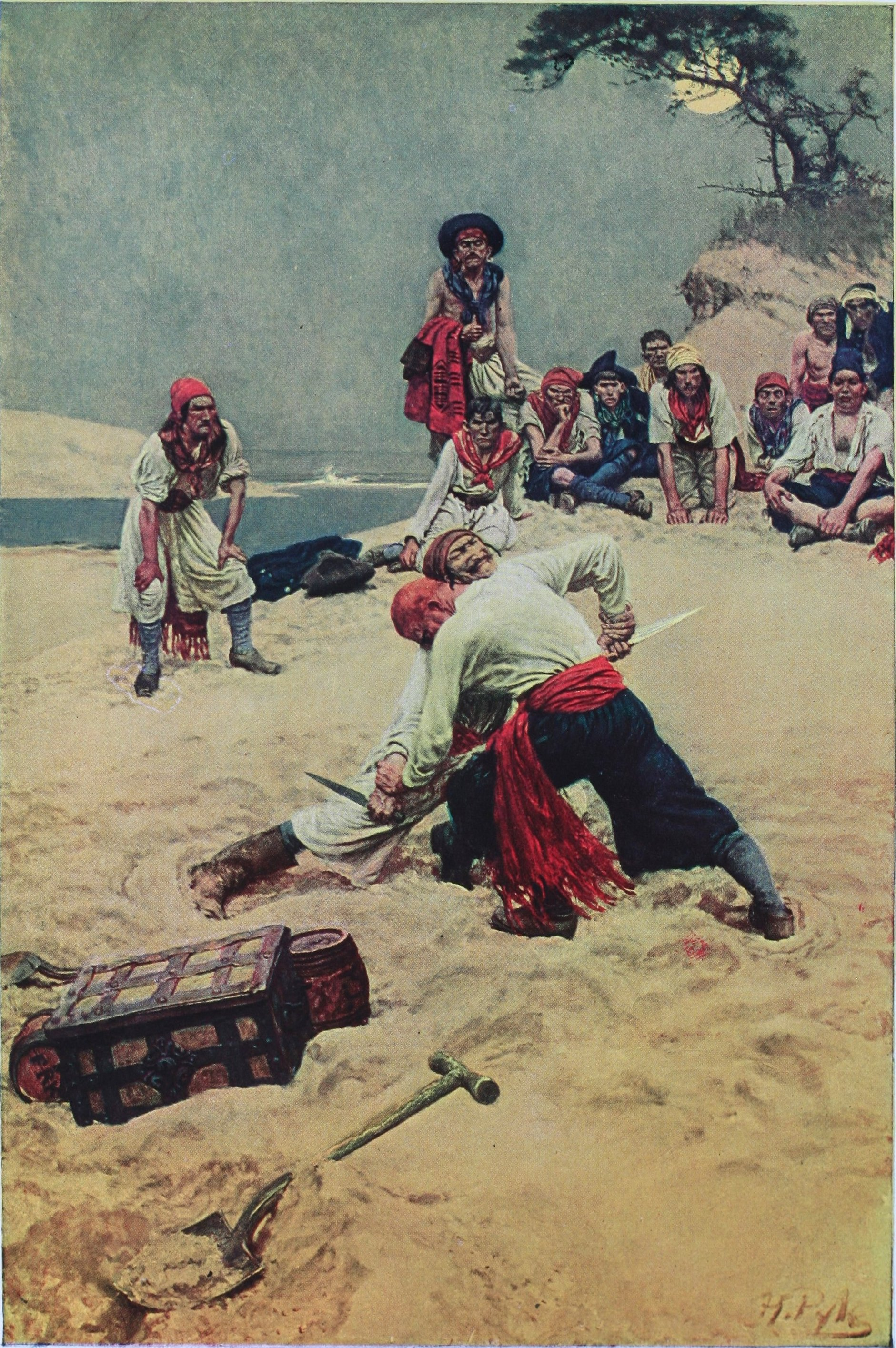
Пираты дерутся из-за сокровищ

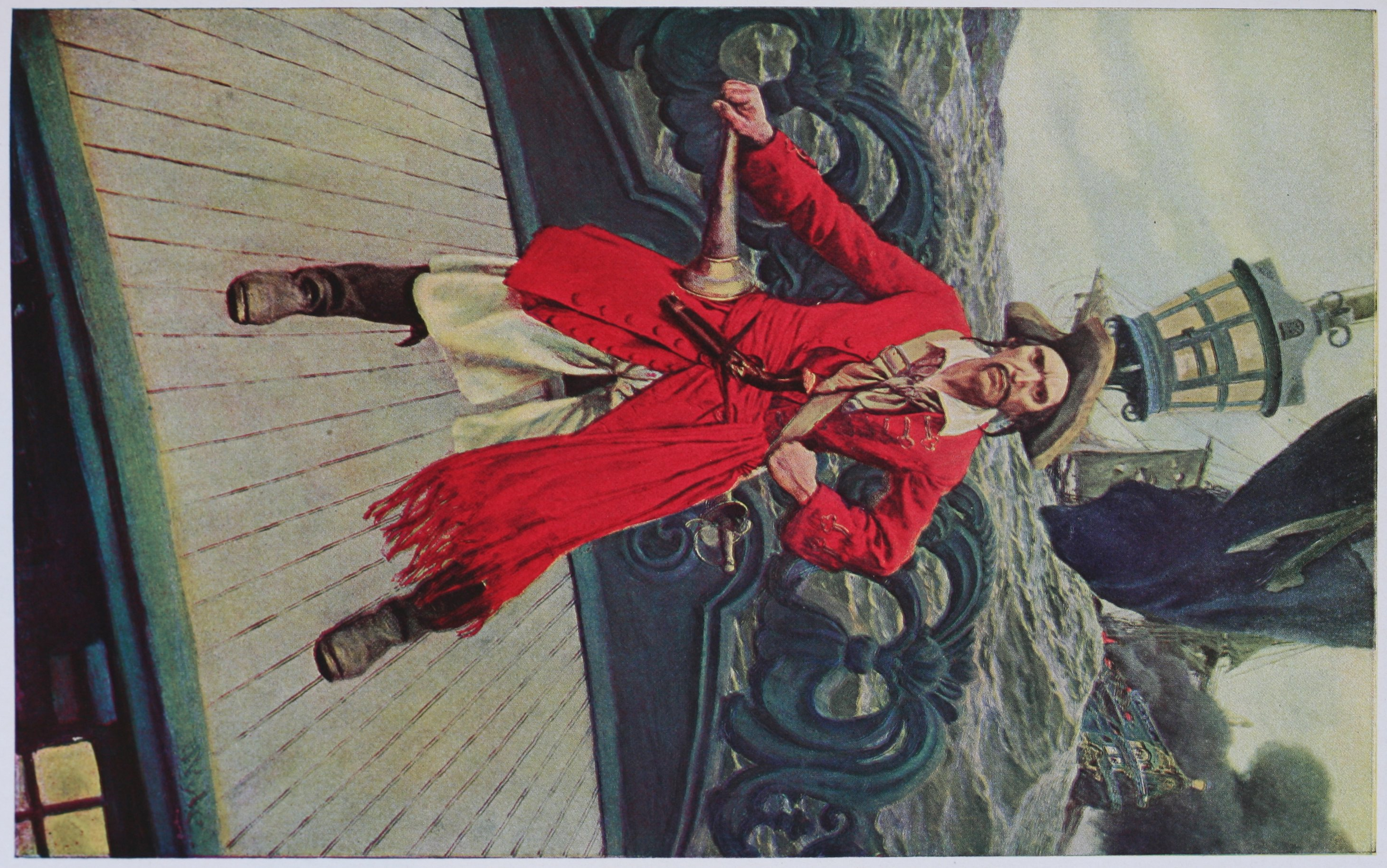
Капитан пиратов на палубе
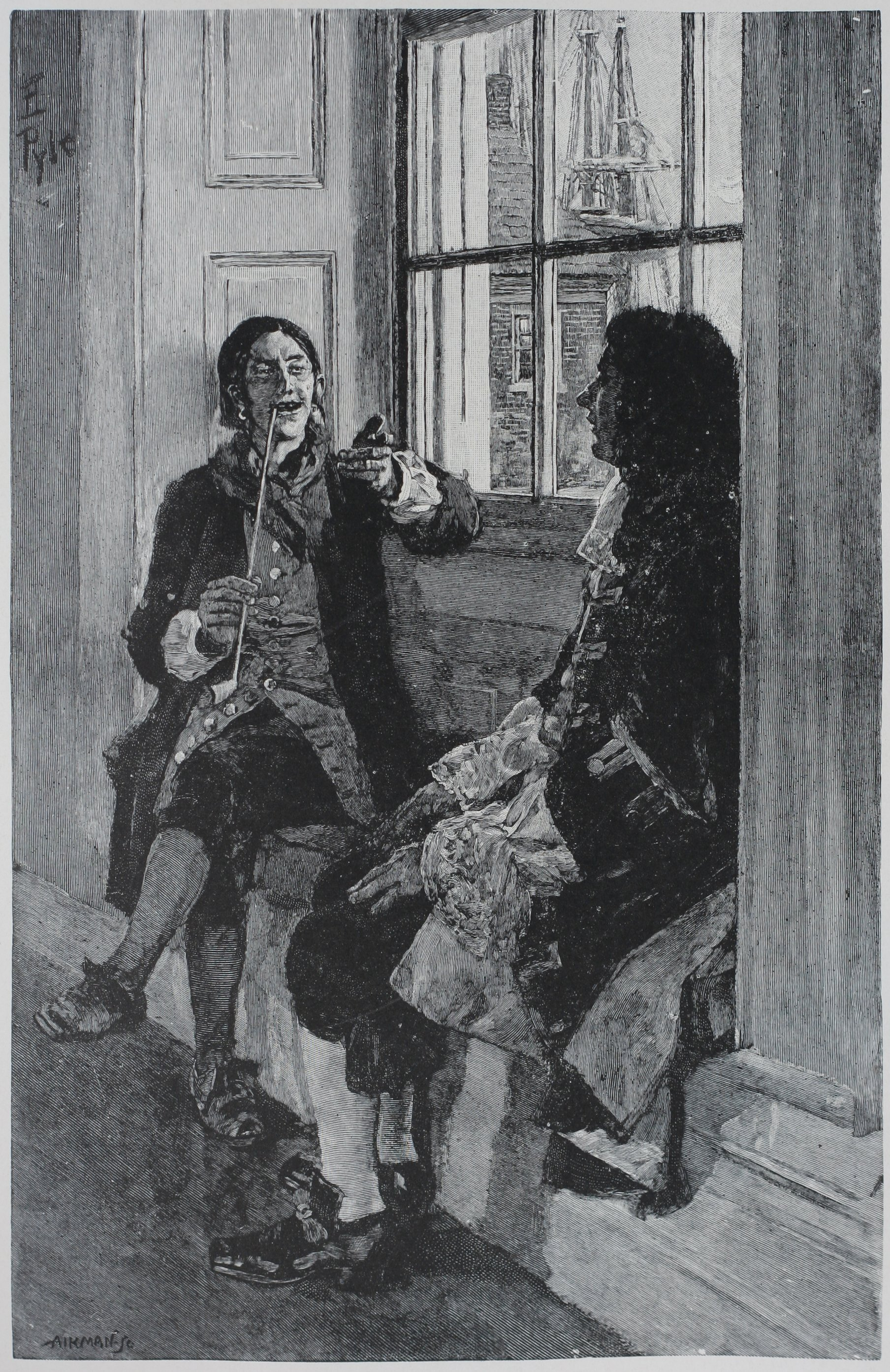
Пиратские истории
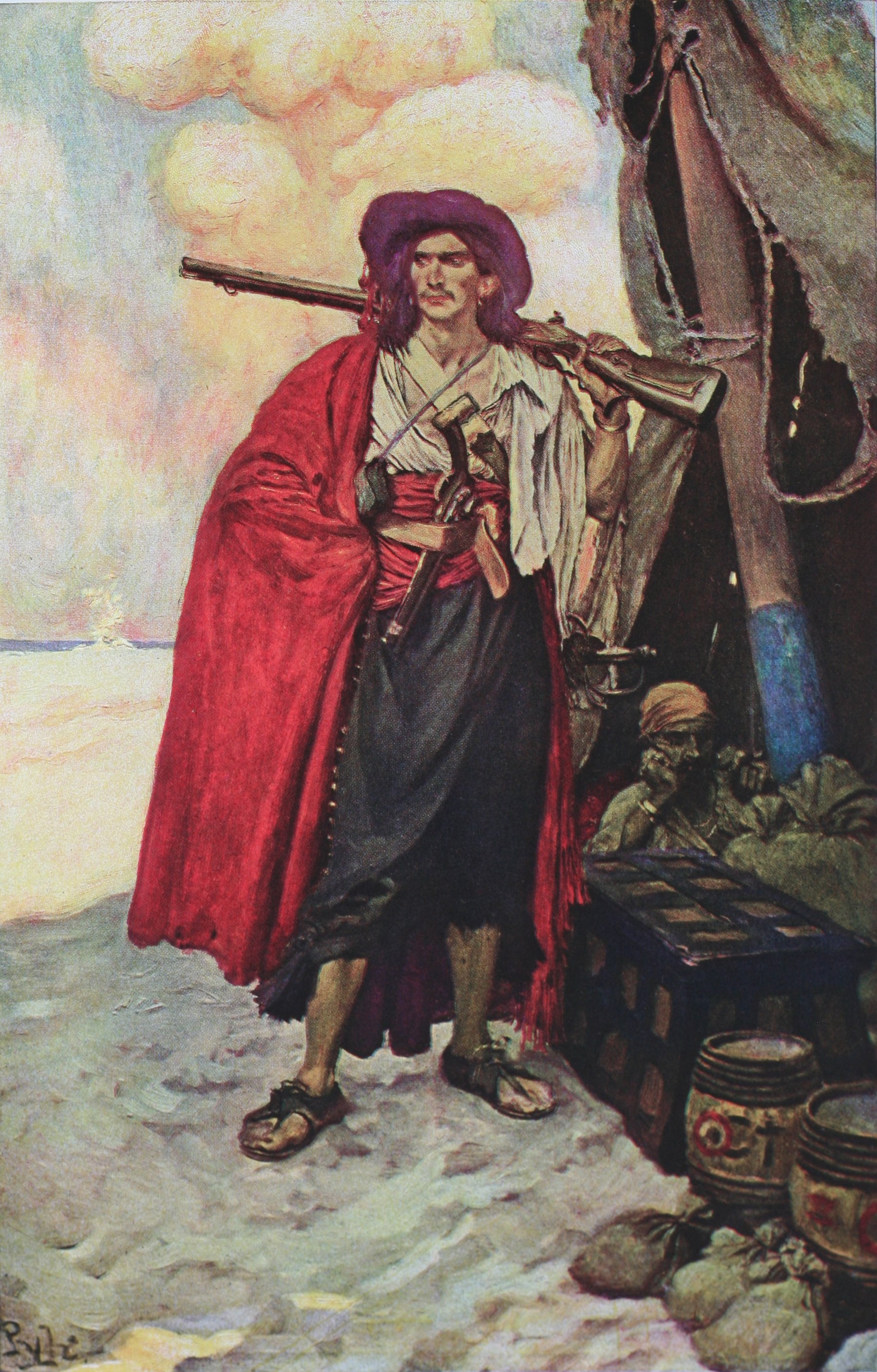
Буканьер Карибского моря
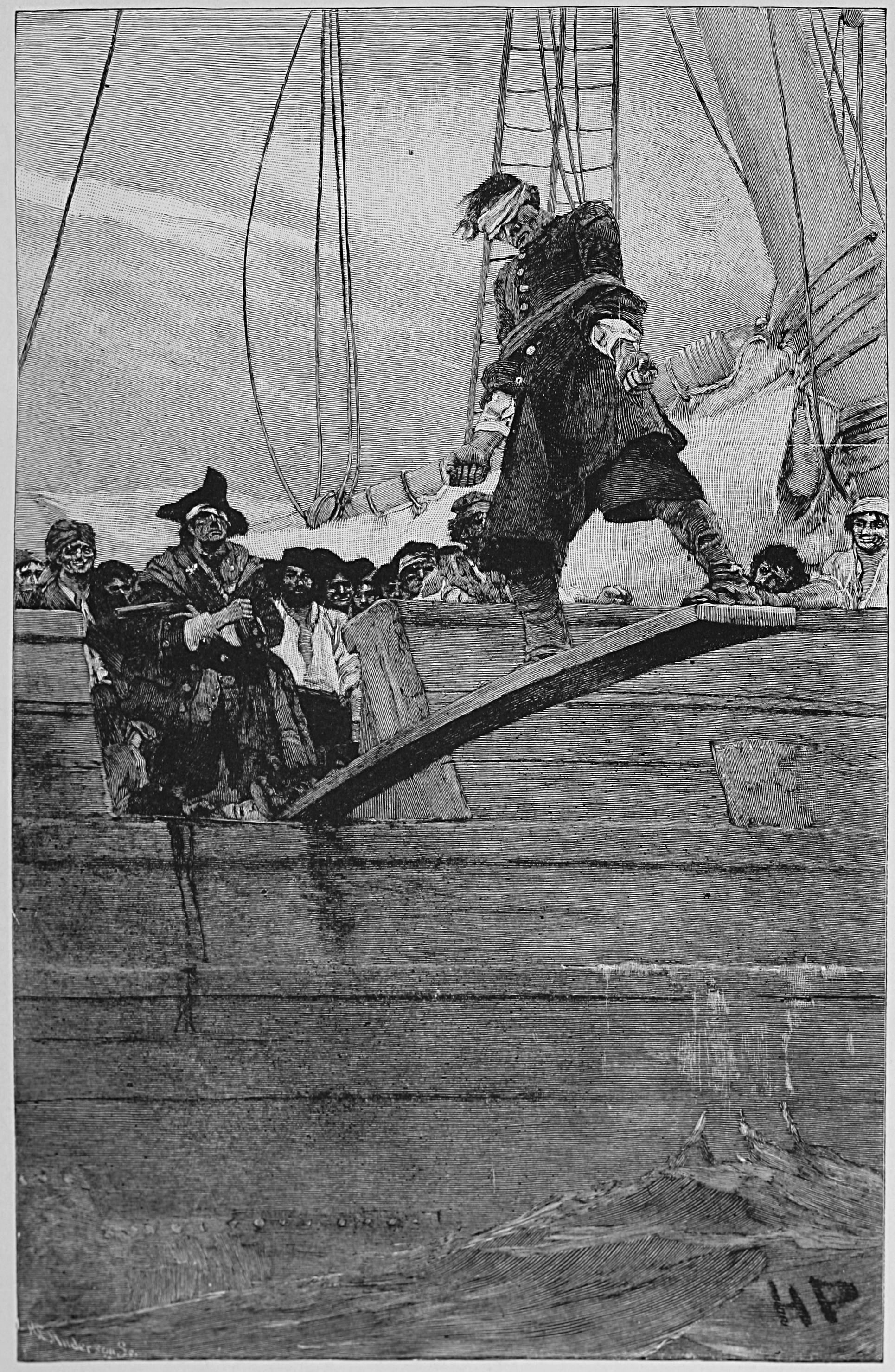
Пиратская казнь («хождение по доске»)

## Интересные факты
- Привычный образ пирата — мрачного головореза с банданой на голове и серьгой в ухе — был создан Говардом Пайлом. Именно Пайла принято считать первым художником, который изобразил пиратов в серьгах с драгоценными камнями в ушах и «обмотал» им головы цветными платками.[6][7]
- Иллюстрация Пайла «Пират, высаженный на необитаемый остров» была использована для оформления обложки диска морских песен шанти «Rogue’s Gallery: Pirate Ballads, Sea Songs and Chanteys».

## Переводы
- Пайл Говард. Пираты Южных морей / Пер. с англ. Д. В. Попова. — СПб.: Амфора, 2011. — 352 с. — (Смотрим фильм — читаем книгу). — ISBN 978-5-367-01955-1.
- Пайл Говард. Король Артур и рыцари Круглого стола / Пер. с англ. Ю. Хазанова. — М.: Пальмира, 2017. — 448 с. — (Легенды старой Европы). — ISBN 978-5-521-00320-4.
- Пайл Говард. Приключения Робина Гуда / Пер. с англ. М. А. Зориной, С. А. Степанова. — М.: Пальмира, 2018. — 320 с. — (Книги для умных детей). — ISBN 978-5-521-00395-2.